# Olympische Sommerspiele 1952/Teilnehmer (Venezuela)
| Gelbes Symbol für Goldmedaillen mit stilisierten Olympischen Ringen | Graues Symbol für Silbermedaillen mit stilisierten Olympischen Ringen | Braundes Symbol für Bronzemedaillen mit stilisierten Olympischen Ringen |
| ------------------------------------------------------------------- | --------------------------------------------------------------------- | ----------------------------------------------------------------------- |
| —                                                                   | —                                                                     | 1                                                                       |

Venezuela nahm an den Olympischen Sommerspielen 1952 in der finnischen Hauptstadt Helsinki mit 38 Athleten, zwei Frauen und 36 Männern und zwei Frauen, in acht Sportarten teil.
Es war die erste echte Olympiamannschaft Venezuelas, nachdem bei den Spielen 1932 und 1948 nur je ein Einzelsportler das südamerikanische Land vertrat. Der Leichtathlet Asnoldo Devonish gewann mit Bronze im Dreisprung die erste Olympiamedaille Venezuelas.

## Medaillengewinner
Mit einer gewonnenen Bronzemedaille belegte das Team Venezuelas Platz 40 im Medaillenspiegel.

### Bronze
| Name             | Sportart       | Wettkampf  |
| ---------------- | -------------- | ---------- |
| Asnoldo Devonish | Leichtathletik | Dreisprung |

## Teilnehmer nach Sportarten

### Boxen
Bantamgewicht (bis 54 kg)
- Angel Amaya
1. Runde: 0:3-Niederlage gegen den Mexikaner Raul Macías Guevara

Federgewicht (bis 57 kg)
- Luis Aranguren
1. Runde: 1:2-Niederlage gegen Kurt Schirra aus dem Saarland

Leichtgewicht (bis 60 kg)
- Vicente Matute
1. Runde: Freilos
2. Runde: K. o-Sieg gegen den Pakistani Mohammad Ali
3. Runde: 0:3-Niederlage gegen den Finnen Erkki Pakkanen

Halbweltergewicht (bis 63,5 kg)
- Salomon Carrizales
1. Runde: 2:1-Sieg gegen Celestino Pinto aus Brasilien
2. Runde: 0:3-Niederlage gegen den US-Amerikaner Charles Adkins

Weltergewicht (bis 67 kg)
- Sergio Gascue
1. Runde: 0:3-Niederlage gegen Nicolae Linca aus Rumänien

### Fechten

#### Männer
Florett Einzel
- Giovanni Bertorelli
1. Runde, Gruppe 5: mit sechs Niederlagen (Rang 8) nicht für die 2. Runde qualifiziert

- Augusto Gutiérrez
1. Runde, Gruppe 1: mit fünf Niederlagen (Rang 7) nicht für die 2. Runde qualifiziert

- Juan Kavanagh
1. Runde, Gruppe 2: mit einem Sieg und fünf Niederlagen (Rang 6) nicht für die 2. Runde qualifiziert

Florett Mannschaft
- Giovanni Bertorelli, Augusto Gutiérrez, Gustavo Gutiérrez, Juan Kavanagh & Nelson Nieves
1. Runde, Gruppe 3: mit zwei Niederlagen (Rang 3) nicht für die 2. Runde qualifiziert
2:14-Niederlage gegen  Großbritannien; Gustavo Gutiérrez (2)
0:9-Niederlage gegen  Italien;

Degen Einzel
- Giovanni Bertorelli
1. Runde, Gruppe 3: mit einem Sieg und sechs Niederlagen (Rang 7) nicht für die 2. Runde qualifiziert

- Juan Camous
1. Runde, Gruppe 7: mit drei Siegen und vier Niederlagen (Rang 5) nicht für die 2. Runde qualifiziert

- Gustavo Gutiérrez
1. Runde, Gruppe 1: mit zwei Siegen und vier Niederlagen (Rang 7) nicht für die 2. Runde qualifiziert

Degen Mannschaft
- Giovanni Bertorelli, Juan Camous, Gustavo Gutiérrez & Olaf Sandner
1. Runde, Gruppe 4: mit zwei Niederlagen (Rang 3) nicht für die 2. Runde qualifiziert
4:11-Niederlage gegen  Belgien; Giovanni Bertorelli (1), Olaf Sandner (1), Gustavo Gutiérrez (1), Juan Camous (1)
5:9-Niederlage gegen  Dänemark; Gustavo Gutiérrez (1), Giovanni Bertorelli (1), Olaf Sandner (1), Juan Camous (2)

Säbel Einzel
- Gustavo Gutiérrez
1. Runde, Gruppe 4: mit einem Sieg und fünf Niederlagen (Rang 8) nicht für die 2. Runde qualifiziert

- Edmundo López
1. Runde, Gruppe 6: mit einem Sieg und sechs Niederlagen (Rang 6) nicht für die 2. Runde qualifiziert

- Olaf Sandner
1. Runde, Gruppe 1: mit zwei Siegen und fünf Niederlagen (Rang 7) nicht für die 2. Runde qualifiziert

Säbel Mannschaft
- Augusto Gutiérrez, Gustavo Gutiérrez, Edmundo López & Olaf Sandner
1. Runde, Gruppe 2: mit zwei Niederlagen (Rang 3) nicht für die 2. Runde qualifiziert
3:13-Niederlage gegen  Österreich; Augusto Gutiérrez (1), Edmundo López (2)
1:9-Niederlage gegen  Italien; Olaf Sandner (1)

#### Frauen
Florett Einzel
- Gerda Muller
1. Runde, Gruppe 6: mit vier Niederlagen (Rang 6) nicht für die 2. Runde qualifiziert; Rang 30

- Ursula Selle
1. Runde, Gruppe 2: mit zwei Siegen und vier Niederlagen (Rang 6) nicht für die 2. Runde qualifiziert; Rang 32

### Leichtathletik
100 m
- Guillermo Gutiérrez
Vorläufe: in Lauf 4 (Rang 5) mit 11,2 s (handgestoppt) bzw. 11,42 s (elektronisch) nicht für die Viertelfinalläufe qualifiziert

- Juan Leiva
Vorläufe: in Lauf 6 (Rang 5) mit 11,2 s (handgestoppt) bzw. 11,31 s (elektronisch) nicht für die Viertelfinalläufe qualifiziert

200 m
- Juan Leiva
Vorläufe: in Lauf 5 (Rang 3) mit 22,3 s (handgestoppt) bzw. 22,38 s (elektronisch) nicht für die Viertelfinalläufe qualifiziert

400 m
- Guillermo Gutiérrez
Vorläufe: in Lauf 6 (Rang 2) mit 48,7 s (handgestoppt) bzw. 48,82 s (elektronisch) für die Viertelfinalläufe qualifiziert
Viertelfinale: in Lauf 1 (rang 4) mit 48,6 s (handgestoppt) bzw. 48,75 s nicht für die Halbfinalläufe qualifiziert

800 m
- Filemón Camacho
Vorläufe: in Lauf 7 (Rang 5) mit 2:00,0 min nicht für die Halbfinalläufe qualifiziert

1500 m
- Filemón Camacho
Vorläufe: in Lauf 1 (Rang 7) mit 4:18,0 min nicht für die Halbfinalläufe qualifiziert

110 m Hürden
- Téofilo Davis
Vorläufe: in Lauf 3 (Rang 5) mit 15,7 s (handgestoppt) bzw. 15,96 s (elektronisch) nicht für die Halbfinalläufe qualifiziert

400 m Hürden
- Paulino Ferrer
Vorläufe: in Lauf 4 (Rang 5) mit 1:02,1 min (handgestoppt) nicht für die Viertelfinalläufe qualifiziert

Hochsprung
- Téofilo Davis
Qualifikation, Gruppe A: 1,87 m (Rang 1), für das Finale qualifiziert
Finale: 1,80 m, Rang 24
1,70 m: o
1,80 m: o
1,90 m: xxx

Weitsprung
- Brígido Iriarte
Qualifikation, Gruppe A: 6,82 m (Rang 9), nicht für das Finale qualifiziert

Dreisprung
- Asnoldo Devonish
Qualifikation, Gruppe A: 15,24 m (Rang 2), für das Finale qualifiziert
Finale: 15,52 m, Rang 3 
1. Sprung: 15,04 m
2. Sprung: 15,52 m
3. bis 6. Sprung: ungültig / keine Weite

Speerwurf
- Brígido Iriarte
Qualifikation, Gruppe A: 52,13 m (Rang 13), nicht für das Finale qualifiziert

Zehnkampf
- Brígido Iriarte
Gesamt: 5770 Punkte, Rang 12
100 m: 11,6 s / 707 Punkte, Rang 16
Weitsprung: 7,06 m / 804 Punkte, Rang 4; gesamt: 1511 Punkte, Rang 11
Kugelstoßen: 11,66 m / 552 Punkte, Rang 19; gesamt: 2063 Punkte, Rang 9
Hochsprung: 1,60 m / 550 Punkte, Rang 22; gesamt: 2618 Punkte, Rang 16
400 m: 53,1 s / 636 Punkte, Rang 17; gesamt: 3254 Punkte, Rang 15
110 m Hürden: 16,6 s / 489 Punkte, Rang 19; gesamt: 3743 Punkte, Rang 15
Diskuswurf: 38,23 m / 578 Punkte, Rang 10; gesamt: 4321 Punkte, Rang 14
Stabhochsprung: 3,40 m / 476 Punkte, Rang 16; gesamt: 4797 Punkte, Rang 14
Speerwurf: 55,55 m / 637 Punkte, Rang 5; gesamt: 5434 Punkte, Rang 13
1500 m: 4:49,8 min / 336 Punkte, Rang 7

### Radsport
Bahn
Sprint
- Luis Toro
Vorrunde: in Lauf 8 (Rang 4) für die Hoffnungsläufe qualifiziert
Vorrunde, Hoffnungsläufe: in Lauf 1 (Rang 3) nicht für die Viertelfinalläufe qualifiziert

1000 m Zeitfahren
- Andoni Ituarte
1:15,4 min (+4,3 s), Rang 16

4000 m Mannschaftsverfolgung
- Ramón Echegaray, Andoni Ituarte, Danilo Heredia & Luis Toro
Qualifikation: 5:16,2 min (+26,4 s), Rang 20; nicht für das Viertelfinale qualifiziert

### Ringen
Freistil
Federgewicht (bis 62 kg)
- Ignacio Lugo
Rang 16
1. Runde: Niederlage gegen den Kanadier Armand Bernard (0:3)
2. Runde: Niederlage gegen den Inder Keshav Mangave (0:6)

Mittelgewicht (bis 79 kg)
- Pio Chirinos
Rang 13
1. Runde: Niederlage gegen den Südafrikaner Calie Reitz (0:3)
2. Runde: Niederlage gegen Gustav Gocke aus Deutschland (1:6)

Halbschwergewicht (bis 87 kg)
- Rodolfo Padron
Rang 11
1. Runde: Niederlage gegen den US-Amerikaner Henry Wittenberg (0:3)
2. Runde: Niederlage gegen den späteren Olympiasieger Viking Palm aus Schweden (1:6)

### Schießen
Kleinkaliber Dreistellungskampf
- Rafael Arnal
1083 Ringe, Rang 39

- Humberto Briceño
1104 Ringe, Rang 33

Kleinkaliber liegend 50 m
- Rafael Arnal
380 Ringe, Rang 57

- Humberto Briceño
393 Ringe, Rang 35

Freie Scheibenpistole
- Hector de Lima Polanco
506 Ringe, Rang 37

- Carlos Marrero
483 Ringe, Rang 48

Freies Gewehr Dreistellungskampf
- Humberto Briceño
984 Ringe, Rang 25

- Rigoberto Rivero
1028 Ringe, Rang 22

Schnellfeuerpistole
- Herman Barreto
558 Ringe, Rang 20

- Carlos Monteverde
483 Ringe, Rang 52

### Schwimmen
100 m Freistil
- Óscar Saiz
Vorläufe: in Lauf 5 (Rang 6) mit 1:01,7 min nicht für die Halbfinalläufe qualifiziert

### Wasserspringen
Kunstspringen 3 m
- Eduardo Fereda
Vorrunde: 41,98 Punkte, Rang 36; nicht für das Finale qualifiziert
1. Sprung: 8,00 Punkte
2. Sprung: 4,80 Punkte
3. Sprung: 5,70 Punkte
4. Sprung: 6,60 Punkte
5. Sprung: 9,20 Punkte
6. Sprung: 7,68 Punkte